# 도이 미카
도이 미카(일본어: 土井美加, 1956년 8월 2일 ~), 일본 미야기현 센다이시 출생)는 일본의 배우, 여성 성우이다. 일본 미야기 현 센다이 시에서 태어났다.

## 출연작

### TV 애니메이션
- 루니 툰-트위디,나레이션
- 초시공요새 마크로스 - 하야세 미사
- 신세기 에반게리온-아카기 나오코
- 에어 마스터-사키야마 카오리
- 원피스-코비
- 오란고교 호스트부-후지오카 코토코
- 미소녀전사 세일러문-퀸 세레니티
- 애천사전설 웨딩피치-레인 데빌라
- 카우보이 비밥-아리사
- 충사-나레이션,누이
- 환상게임-스바루
- 하우스 오브 마우스-데이지 덕
- 성계의 문장-렉슈 프라키아X (어느분이 쓰셨는지 몰라도 렉슈는 타카시마 마라 라는 다른 성우분이 하셨습니다 도이 미카님은 라마쥬 황제 역을 하셨어요)
- 꼬마마법사 레미 포르테-마조투르비용

### 극장용 애니메이션
- 월트 디즈니 컴패니애니메이션-데이지 덕
- 이상한 나라의 앨리스-앨리스
- 호기심 많은 조지-와이즈먼 박사

### 외화
- 루니 툰 : 백 인 액션-마더